# Knipowitschia punctatissima
Knipowitschia punctatissima is een straalvinnige vissensoort uit de familie van de grondels (Gobiidae). De wetenschappelijke naam van de soort is voor het eerst geldig gepubliceerd in 1864 door Canestrini.